# Suluk (Türgesch)
Suluk (auch Su-lu genannt, reg. ca. 715–738) war der dritte Herrscher (Khaqan) über den Stammesverband der Türgesch. 
Er hielt die arabische Invasion in Transoxanien für rund fünfzehn Jahre auf. Die Türgesch gewannen unter ihm die Kontrolle über das Siebenstromland und Gebiet zwischen dem Issyk-Kul und dem Balchaschsee mit den Hauptorten Suyab und Balasagun.
Suluk diente dem zweiten Türgesch-Anführer Saqal (reg. 706-11) als General und übernahm bald nach dessen Niederlage gegen die östlichen Kök-Türken die Macht. Der Expansionsdruck der Kök-Türken ließ angesichts mehrerer Rebellionen untergeordneter Stämme und dem äußeren Druck (Chinesen und Tibeter) nach, so dass Suluk im Gegensatz zu seinen Vorgängern unabhängig agieren konnte. Zu dem Zweck unterstellte er sich 717 formal Tang-China und schloss auch Heiratsallianzen mit den Kök-Türken und den Tibetern, vor allem zur Abwehr gegen die Araber. 
Trotz seines nominellen Vasallenstatus gegenüber China (z. B. 722 mit einer Heirat erneuert) attackierte er die Chinesen wiederholt in ihren vorgeschobenen Posten im Tarimbecken und am Tienschan, einmal sogar mit Hilfe der Tibeter, die jedoch nicht lange Bündnispartner der Türgesch blieben. Begünstigt durch die Ermordung des arabischen Feldherren Qutaiba ibn Muslim (715) wandte er sich aber hauptsächlich gegen die Araber und verdrängte diese wieder aus ihren gerade eroberten transoxanischen Fürstentümern (Sogdien). Beispielsweise besiegte er sie 724 am Tag des Durstes im Ferghanatal, zwang sie zum Rückzug über den Syrdarja und kam 721-32 wiederholt bis vor Samarkand. 
Sein Ansehen unter seiner Gefolgschaft wurde aber im Alter durch die steigenden Ausgaben für seine Frauen und seine Hofhaltung unterminiert, ebenso durch Schlaganfall bzw. Krankheit und durch Spannungen mit seinen Söhnen und Anführern. Dazu kamen erste Niederlagen: 735/736 scheiterte einer der üblichen Angriffe auf die chinesischen Garnisonen (in der Dschungarei und im Tarimbecken) und 737 wurde er zusammen mit seinen sogdischen und tocharischen Verbündeten von den Arabern bei seinem Vorstoß auf Balch besiegt. 
Bald nach der Niederlage wurde er von zwei Verwandten und Rivalen ermordet. Sein Tod führte zum wiederholten Machtkampf zwischen ihren beiden Türgesch-Klans, wodurch sich bis (spätestens) 766 die Karluken als neue Regionalmacht im Siebenstromland etablierten. Mit ihm starb der wichtigste Anführer des Widerstands gegen die vordringenden Araber.